# Barrio rojo

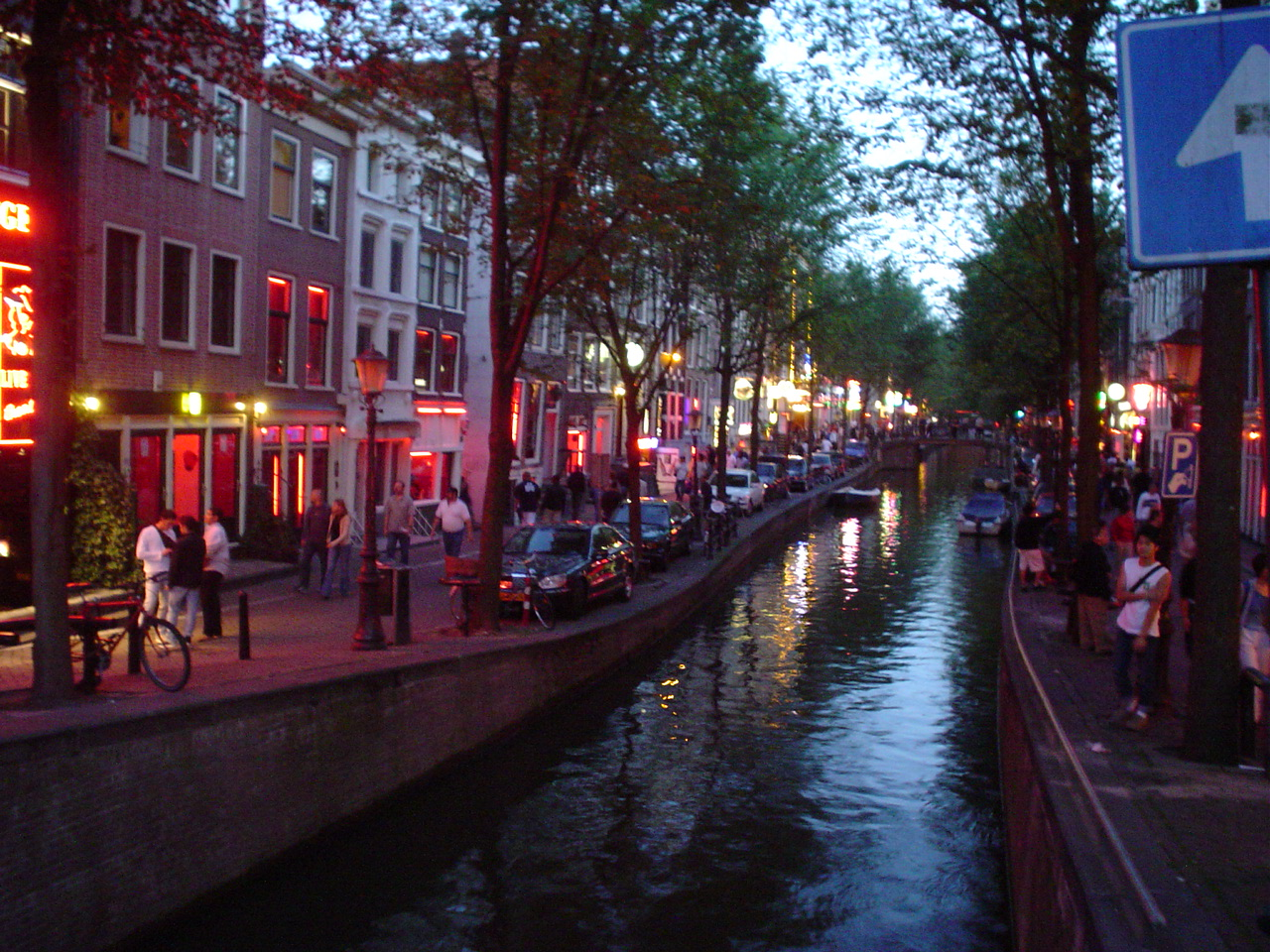
Calle del barrio rojo de Ámsterdam.

El barrio rojo, zona roja, zona de tolerancia  o barrio chino es el área de algunas ciudades donde se concentra la prostitución u otros negocios relacionados con la industria del sexo. Una teoría del origen del mote de zona roja, data de los años 1890 en los Estados Unidos, y se relaciona directamente con los trabajadores del ferrocarril. Aquellos tenían sus lámparas de señalización, con sus dos conocidos colores: el blanco y el rojo para señalización de trenes. Cuando los trabajadores asistían a los burdeles, dejaban sus lámparas encendidas y colgadas fuera del local, con el rojo hacia la calle y el blanco iluminando hacia adentro del local, ya que si bien ya existía la corriente eléctrica, aún no estaba difundido su uso. Esto provocaba que el lugar adquiriese verdaderamente un tono rojizo. Así no solo se podía encontrar a los trabajadores del ferrocarril, sino que se identificaba la naturaleza de los negocios.
 En muchas ciudades se le conoce como zona de tolerancia, porque se permite la prostitución de personas adultas de manera legal, sometiéndose las personas que se dedican a esta actividad a un compromiso con el departamento de salud, que los obliga a realizarse exámenes médicos permanentes, para garantizar que no son portadores de VIH y otras enfermedades venéreas (de transmisión sexual). Además se les entrega de forma gratuita preservativos, para evitar en la medida de lo posible que estos lugares sean focos de infección y de contagio.
Por lo general, en muchos lugares del mundo la prostitución es ilegal, excepto en la «zona de tolerancia». Esto es para evitar conflictos en las zonas urbanas y para tener, al menos, un mínimo control de las personas que se dedican a esta actividad y evitar que transmitan enfermedades, o prevenir actividades como prostitución infantil. 
En algunas regiones de España, el término utilizado para esta zona es el de: «barrio chino», como es el caso de ciudades como Salamanca o Barcelona. Uno de los varios vocablos utilizados en Japón para referirse a los distritos rojos es akasen (赤線?), que literalmente significa línea roja. Su origen, aparentemente, es independiente de los términos occidentales. También usan el término aosen (青線?), que significa línea azul, para distritos de negocios ilegales. En las diferentes culturas, la zona roja está identificada de forma diferente, siendo el más común zona de prostitutas (ejemplos, en hindi - Randi Guli o Calle de Prostitutas; en bengalí - Khanki Para o Barrio de Prostitutas). 
En algunos países de América Latina, el término cambia de significado y suele denotar un sector con altos índices de delincuencia (aludiendo al término crónica roja). En México también existe el término Zona Rosa: un sitio específico de la ciudad donde se concentran antros, bares, cantinas y restaurantes de primera calidad y no necesariamente relacionados al comercio sexual, tales como Table Dance o clubes de estriptis aunque el ambiente pueda prestarse a un relajamiento de las costumbres morales imperantes.